# Lapinč
Lapinč (nemško Lafnitz, madžarsko Lapincs) je avstrijsko-madžarska reka, pritok reke Rabe, dolg 114 km.
Lapinč izvira na avstrijskem Štajerskem in teče skozi Gradiščansko. Pri Monoštru v Slovenskem Porabju na Madžarskem se izliva v Rabo. Na Madžarskem je Lapinč najkrajša reka v državi.
Pritok Lapinča je mdr. avstrijska reka/potok Bistrica.